# Голден (Мен)
Голден (англ. Holden) — місто (англ. town) в США, в окрузі Пенобскот штату Мен. Населення — 3277 осіб (2020).

## Демографія
Згідно з переписом 2010 року, у місті мешкало 3076 осіб у 1298 домогосподарствах у складі 920 родин. Було 1480 помешкань
Расовий склад населення:
| - 97,1 % — білих - 0,7 % — корінних американців - 0,5 % — чорних або афроамериканців - 0,2 % — вихідців з тихоокеанських островів - 0,1 % — азіатів |

До двох чи більше рас належало 1,1 %. Частка іспаномовних становила 1,5 % від усіх жителів.
За віковим діапазоном населення розподілялося таким чином: 19,9 % — особи молодші 18 років, 65,9 % — особи у віці 18—64 років, 14,2 % — особи у віці 65 років та старші. Медіана віку мешканця становила 46,4 року. На 100 осіб жіночої статі у місті припадало 97,1 чоловіків;  на 100 жінок у віці від 18 років та старших — 95,4 чоловіків також старших 18 років.
Середній дохід на одне домашнє господарство  становив 64 418 доларів США (медіана — 51 010), а середній дохід на одну сім'ю — 71 825 доларів (медіана — 59 571). Медіана доходів становила 53 798 доларів для чоловіків та 32 454 долари для жінок. За межею бідності перебувало 8,6 % осіб, у тому числі 6,8 % дітей у віці до 18 років та 5,6 % осіб у віці 65 років та старших.
Цивільне працевлаштоване населення становило 1535 осіб. Основні галузі зайнятості: освіта, охорона здоров'я та соціальна допомога — 31,7 %, роздрібна торгівля — 12,2 %, науковці, спеціалісти, менеджери — 10,9 %.